# Eumops delticus
Eumops delticus é uma espécie de morcego da família Molossidae. Pode ser encontrada no Brasil e Colômbia.

## Taxonomia
Eumops delticus foi descrita como uma nova espécie em 1923 pelo zoologista britânico Oldfield Thomas. O holótipo foi coletado por Wilhelm Ehrhardt (1860–1936), um colecionador de animais alemão nascido na Guiana. A localidade-tipo foi a ilha brasileira de Marajó. Em 1932, Colin Campbell Sanborn publicou que E. delticus deveria ser considerada uma subespécie do morcego E. bonariensis. Foi geralmente considerada uma subespécie até 2008, quando Eger et al. publicou-o como sua própria espécie novamente.

## Descrição
Com base no holótipo, o E. delticus possui um comprimento de antebraço de cerca de 47 mm (1.9 in), um comprimento de cabeça e corpo de 68 mm (2.7 in) e um comprimento de cauda de 41 mm (1.6 in).

## Alcance e habitat
E. delticus é encontrada nos seguintes países da América do Sul: Brasil, Colômbia e Peru.

## Conservação
Em 2018, a União Internacional para a Conservação da Natureza (IUCN) considerou que não existiam informações suficientes para avaliar seu grau de conservação. Tal status foi aferido diante da incerteza quanto a distribuição geográfica e critérios ecológicos.